# Madge Evans
Madge Evans (nacida Margherita Harrison Evans; 1 de julio de 1909 – 26 de abril de 1981) fue una actriz de teatro, cine, radio, y televisión estadounidense. Empezó su carrera como artista infantil y modelo.

## Biografía

### Modelo infantil y actriz de teatro
Evans nació en Manhattan, y apareció en anuncios impresos como la "niña del Fairy Soap" cuando tenía dos años. Debutó profesionalmente a los seis meses, posando como modelo artística. De joven tuvo como compañeros de juego a Robert Warwick, Holbrook Blinn y Henry Hull. Cuando tenía cuatro años, Evans participó en una serie de obras infantiles producidas por William A. Brady. Trabajó en el antiguo estudio cinematográfico de Long Island, Nueva York. Su éxito fue inmediato, tanto que su madre prestó el nombre de su hija a una empresa de sombreros. Evans posó en un cuadro de madre e hija con Anita Stewart, que entonces tenía 16 años, para un calendario de la Anheuser-Busch Brewing Company, y como la pequeña montañera en Heidi of the Alps.

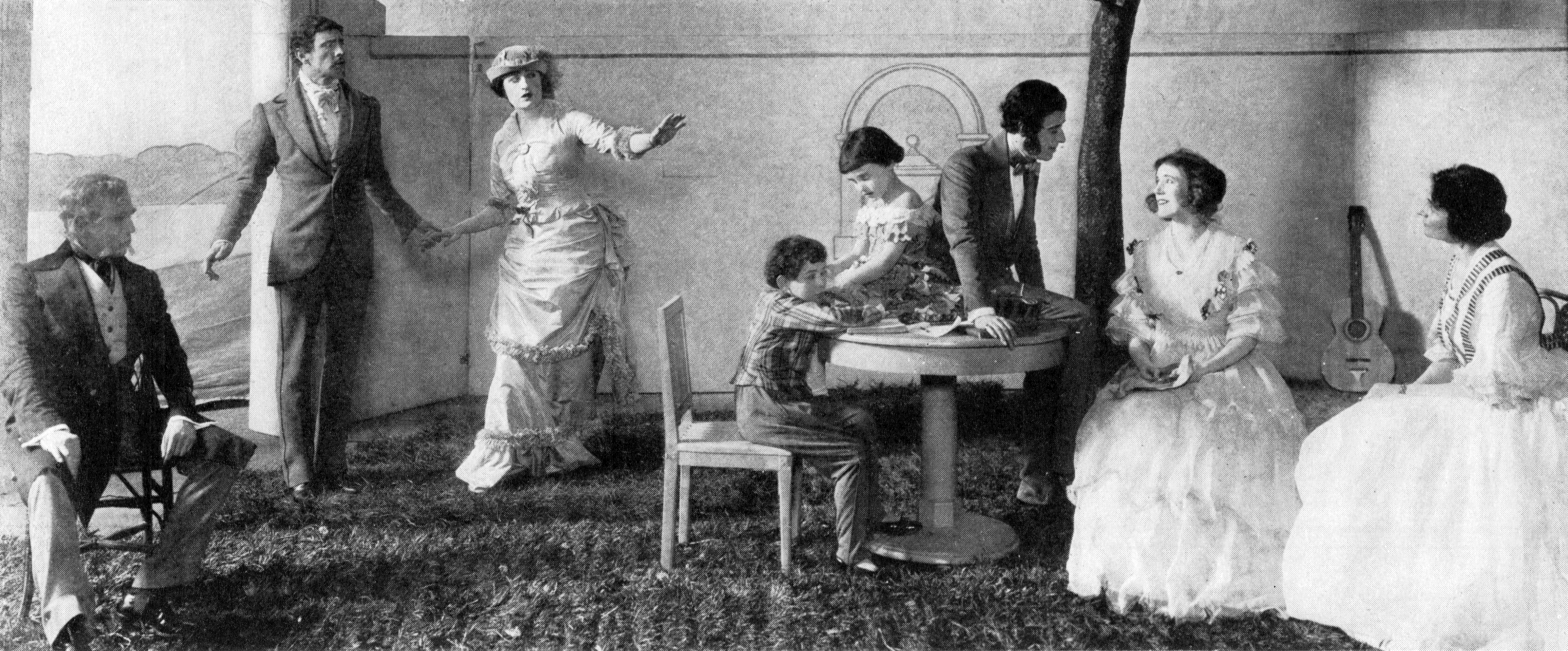
Una muy joven Evans (chica sentada en la tabla en el centro) en la producción de Broadway Peter Ibbetson (1917)

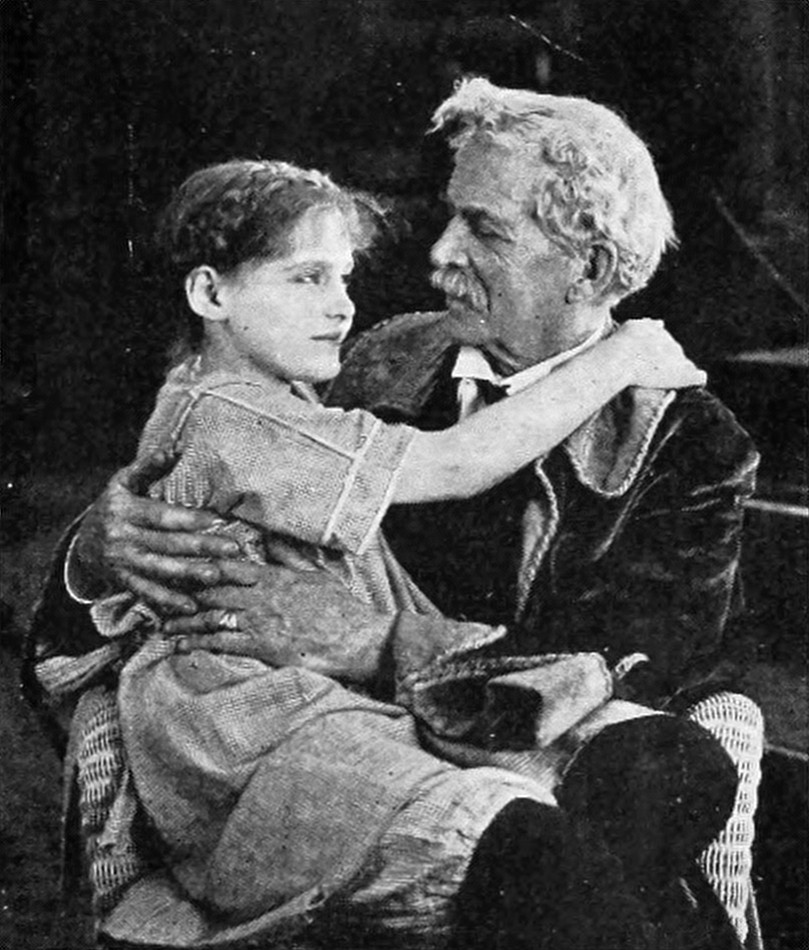
Evans con el actor William T. Carleton en Home Wanted (1919)

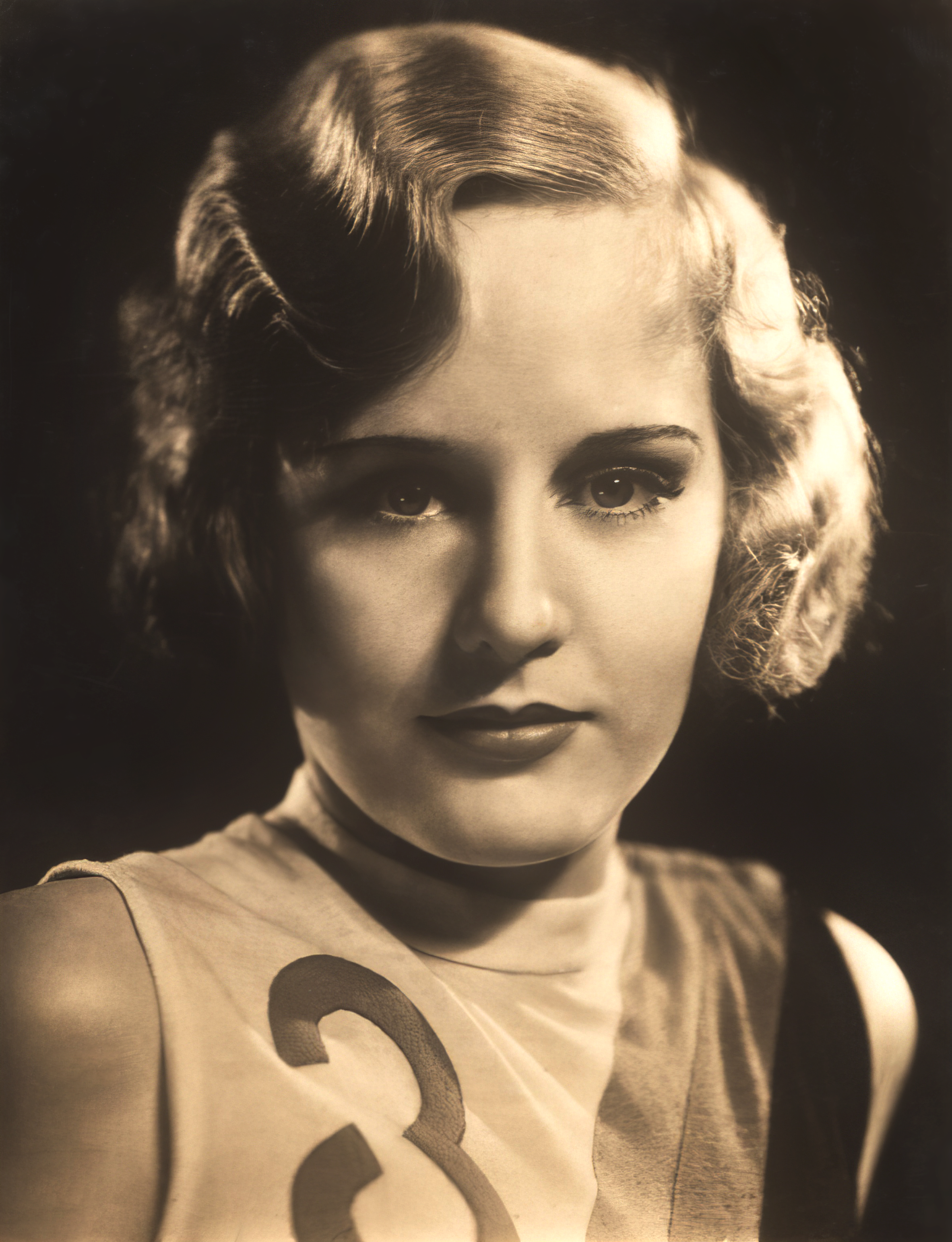
Evans, c. 1932

A los 8 años, en 1917, Evans apareció en la producción de Broadway de Peter Ibbetson con John Barrymore, Constance Collier y Laura Hope Crews. A los 17 años, volvió a los escenarios y actuó como ingenua en Daisy Mayme. Algunos de sus mejores trabajos en teatro fueron las producciones de Dread, The Marquis y The Conquering Male. Su última aparición fue en Philip Goes Forth, producida por George Kelley. La madre de Evans la llevó a Inglaterra y Europa cuando tenía 15 años.

### Carrera cinematográfica
De niña, Evans debutó en The Sign of the Cross (1914). Apareció en docenas de películas, entre ellas con Marguerite Clark en The Seven Sisters (1915). Apareció con Robert Warwick en Alias Jimmy Valentine (1915). A los 14 años, protagonizó el melodrama rural de J. Stuart Blackton On the Banks of the Wabash (1923). Actuó junto a Richard Barthelmess en Classmates (1924).
Seguía trabajando en el teatro cuando fichó por la Metro Goldwyn Mayer en 1927. Al igual que en el teatro, siguió interpretando papeles de ingenua, a menudo como prometida del protagonista. Interpretó el interés amoroso tanto de Al Jolson como de Frank Morgan en la película de 1933 Hallelujah, I'm a Bum.
En la década de 1930 trabajó para MGM en Dinner at Eight (1933), Broadway to Hollywood (1933), Hell Below (1933) y David Copperfield (1935). En 1933, protagonizó junto a James Cagney el melodrama The Mayor of Hell. Otras películas notables en las que apareció son Beauty for Sale (1933), Grand Canary (1934), What Every Woman Knows (1934), y Pennies From Heaven (1936).
En 1960, por su contribución a la industria cinematográfica, Evans fue honrada con una estrella en el Paseo de la Fama de Hollywood, situado en el 1752 Vine Street.

### Radio y televisión
Más tarde, Evans trabajó en radio y televisión en Nueva York. Actuó en The Philco Television Playhouse (1949–1950), Studio One (1954), Matinee Theater (1955) y The Alcoa Hour (1956).[cita requerida] También fue panelista en la versión de los años 50 de Masquerade Party.

### Vida personal
Evans se casó con el dramaturgo Sidney Kingsley, más conocido por sus obras Dead End y Detective Story, en York Village, Maine, el 25 de julio de 1939.   La pareja era propietaria de una finca de 250 acres (1 011 715 m²) en Oakland, Nueva Jersey. Tras su matrimonio con Kingsley, Evans dejó Hollywood y se trasladó a esta casa de Nueva Jersey.

### Muerte
Evans murió en su casa en  Oakland, Nueva Jersey, debido a un cáncer en 1981, a los 71 años.

## Filmografía
| Año  | Película                            | Papel                              | Notas                             |
| ---- | ----------------------------------- | ---------------------------------- | --------------------------------- |
| 1914 | Shore Acres                         | Mildred                            |                                   |
| 1915 | Alias Jimmy Valentine               | Niña encerrado en cámara acorazada | sin acreditar                     |
| 1915 | The Seven Sisters                   | Clar                               | Película perdida                  |
| 1915 | The Master Hand                     | Jean de niña                       | Película perdida                  |
| 1915 | Zaza                                | Niña                               | sin acreditar Película perdida    |
| 1915 | The Little Church Around the Corner | Niña                               |                                   |
| 1916 | The Devil's Toy                     | Betty                              |                                   |
| 1916 | Sudden Riches                       | pequeña Emily                      |                                   |
| 1916 | Husband and Wife                    | Bessie                             |                                   |
| 1916 | The Revolt                          | Nannie Stevens                     |                                   |
| 1916 | The Hidden Scar                     | Dot                                | Película incompleta               |
| 1916 | Seventeen                           | Jane Baxter                        | Película perdida                  |
| 1916 | The New South                       | Georgia Gwynne de niña             |                                   |
| 1917 | The Web of Desire                   | Marjorie                           | Película perdida                  |
| 1917 | Maternity                           | Constance                          |                                   |
| 1917 | The Beloved Adventuress             | Francine a los 7 años              | Película perdida                  |
| 1917 | The Volunteer                       | Ella misma                         |                                   |
| 1917 | The Little Duchess                  | Geraldine Carmichael               |                                   |
| 1917 | The Burglar                         | Editha                             |                                   |
| 1917 | The Corner Grocer                   | Mary Brian a los 8 años            |                                   |
| 1917 | Adventures of Carol                 | Carol Montgomery                   |                                   |
| 1917 | The Little Patriot                  | Papel indeterminado                | sin acreditar                     |
| 1918 | Woman and Wife                      |                                    | sin acreditar película incompleta |
| 1918 | The Gates of Gladness               | Beth Leeds                         |                                   |
| 1918 | Wanted: A Mother                    | Eileen Homer                       |                                   |
| 1918 | True Blue                           | Niña                               | sin acreditar                     |
| 1918 | Vengeance                           | joven Nan de niña                  |                                   |
| 1918 | Stolen Orders                       | Ruth Le Page de niña               | Película perdida                  |
| 1918 | The Golden Wall                     | Madge Lathroop                     |                                   |
| 1918 | Neighbors                           | Clarissa Leigh                     |                                   |
| 1918 | Heredity                            | Nedda Trevor de niña               |                                   |
| 1918 | The Power and the Glory             | Deanie Consadine                   |                                   |
| 1918 | The Love Net                        | Patty Barnes                       |                                   |
| 1919 | The Love Defender                   | Dolly Meredith                     |                                   |
| 1919 | Three Green Eyes                    | Niña                               |                                   |
| 1919 | Home Wanted                         | Madge Dow                          |                                   |
| 1920 | Heidi                               | Heidi                              |                                   |
| 1923 | On the Banks of the Wabash          | Lisbeth                            |                                   |
| 1924 | Classmates                          | Sylvia                             | Película perdida                  |
| 1930 | Envy                                | Helen                              | Cortomertraje                     |
| 1931 | Son of India                        | Janice Darsey                      | Primera película para MGM         |
| 1931 | Sporting Blood                      | Miss 'Missy' Ruby                  |                                   |
| 1931 | Guilty Hands                        | Barbara 'Babs' Grant               |                                   |
| 1931 | Heartbreak                          | Countess Vima Walden               |                                   |
| 1931 | West of Broadway                    | Anne                               |                                   |
| 1932 | Lovers Courageous                   | Mary Blayne                        |                                   |
| 1932 | The Greeks Had a Word for Them      | Polaire                            |                                   |
| 1932 | Are You Listening?                  | Laura O'Neil                       |                                   |
| 1932 | Huddle                              | Rosalie Stone                      |                                   |
| 1932 | Fast Life                           | Shirley                            |                                   |
| 1933 | Hallelujah, I'm a Bum               | June Marcher                       |                                   |
| 1933 | Hell Below                          | Joan Standish                      |                                   |
| 1933 | Made on Broadway                    | Claire Bidwell                     |                                   |
| 1933 | The Nuisance                        | Dorothy Mason                      |                                   |
| 1933 | The Mayor of Hell                   | Dorothy Griffith                   |                                   |
| 1933 | Dinner at Eight                     | Paula Jordan                       |                                   |
| 1933 | Broadway to Hollywood               | Anne Ainsley                       |                                   |
| 1933 | Beauty for Sale                     | Letty Lawson                       |                                   |
| 1933 | Day of Reckoning                    | Dorothy Day                        |                                   |
| 1934 | Fugitive Lovers                     | Letty Morris                       |                                   |
| 1934 | The Show-Off                        | Amy Fisher Piper                   |                                   |
| 1934 | Stand Up and Cheer!                 | Mary Adams                         |                                   |
| 1934 | Grand Canary                        | Lady Mary Fielding                 |                                   |
| 1934 | Paris Interlude                     | Julia 'Julie' Bell                 |                                   |
| 1934 | Death on the Diamond                | Frances Clark                      |                                   |
| 1934 | What Every Woman Knows              | Lady Sybil Tenterden               |                                   |
| 1935 | Helldorado                          | Glenda Wynant                      |                                   |
| 1935 | David Copperfield                   | Agnes Wickfield                    |                                   |
| 1935 | Age of Indiscretion                 | Maxine Bennett                     |                                   |
| 1935 | Calm Yourself                       | Rosalind Rockwell                  |                                   |
| 1935 | Men Without Names                   | Helen Sherwood                     |                                   |
| 1935 | The Tunnel                          | Ruth McAllan                       |                                   |
| 1936 | Exclusive Story                     | Ann Devlin                         |                                   |
| 1936 | Moonlight Murder                    | Antonia 'Toni' Adams               |                                   |
| 1936 | Piccadilly Jim                      | Ann Chester                        |                                   |
| 1936 | Pennies from Heaven                 | Susan Sprague                      |                                   |
| 1937 | Espionage                           | Patricia Booth                     |                                   |
| 1937 | The Thirteenth Chair                | Nell O'Neill                       |                                   |
| 1938 | Sinners in Paradise                 | Anne Wesson                        |                                   |
| 1938 | Army Girl                           | Julie Armstrong                    |                                   |

## Lectura adicional
- Dye, David. Child and Youth Actors: Filmography of Their Entire Careers, 1914-1985. Jefferson, NC: McFarland & Co., 1988, pp. 70-71.